# Harald Quandt

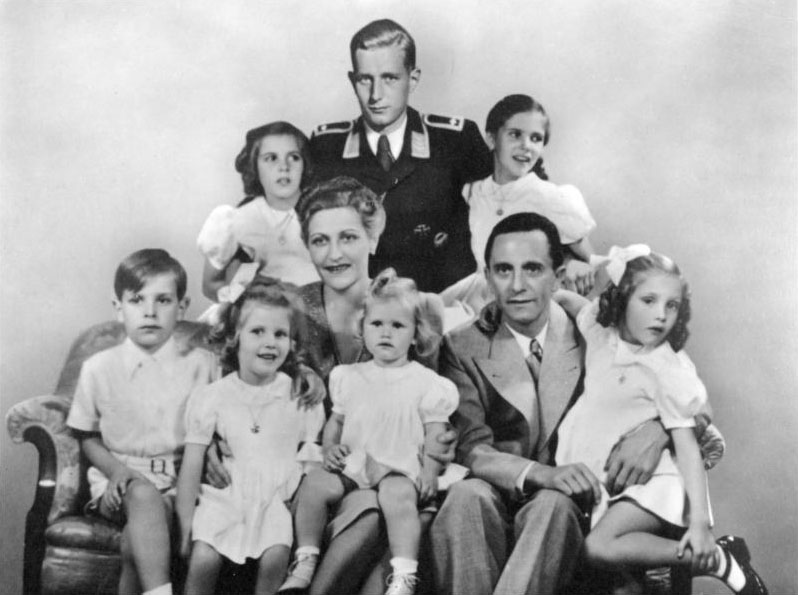
Quandt längst upp i en bild på familjen Goebbels (retuscherat fotografi).

Harald Quandt, född 1 november 1921 i Charlottenburg i Berlin, död 22 september 1967 i Cuneo i Piemonte i Italien, var en tysk industrialist och genom familjens konglomerat delägare till bland annat BMW, Daimler-Benz och Varta.
Harald Quandt var son till Günther Quandt och Magda Ritschel (senare omgift som Magda Goebbels) i faderns andra äktenskap. Han var halvbror till Herbert Quandt. Harald Quandt växte upp hos modern Magda Goebbels efter föräldrarnas skilsmässa. Under andra världskriget tjänstgjorde han i Luftwaffe och hade löjtnant som högsta grad. Efter kriget studerade han vid de tekniska högskolorna i Hannover och Stuttgart. 
År 1954 ärvde Harald Quandt tillsammans med sin bror Herbert Quandt fadern Günther Quandts konglomerat av aktier i företag, bland annat i Varta, BMW och det som senare blev Altana. En uppdelning bröderna emellan gjorde att Harald Quandt koncentrerade sig på metalldelen och företaget Industriewerke Karlsruhe-Augsburg AG (IWKA). Han hade vidare styrelseuppdrag i Busch-Jäger AG, Dürener Metallwerke AG och Mauserwerken Oberndorf. Quandt satt även med i Daimler-Benz AG:s styrelse och var styrelseordförande i Varta.
Harald Quandt omkom i en flygolycka år 1967.